# Rhyacophila brevifurcata
Rhyacophila brevifurcata là một loài Trichoptera trong họ Rhyacophilidae. Chúng phân bố ở miền Cổ bắc.